# Nádasszéki fürdő
A Vargyas- és Kiruly-patak összefolyásától északra található a Nádasszéki sósfürdő.

## Története
A Vargyas-patak völgyében szénsavas és sós források egyaránt megtalálhatók. Az itt feltörő gyógyhatású források már a régmúltban ismertek voltak és nagyon népszerűek, nem csak az itt élők körében. A Bélmező nevű helyen feltörő források vize annyira hasonló ízben és gyógyhatásban a híres niedelseltersi forráshoz, hogy az itteni vizeket Székely Selters névre keresztelték, és az 1850-es évektől palackozták, illetve forgalmazták. 
A Nádasszéki sósfürdő a Kiruly-patak Vargyas-patakba ömlésétől északra, a patak jobb oldalán elterülő sós lápon alakult ki. A hagyomány szerint egy helyi lakos, Balázs József fedezte fel az itteni sós víz gyógyhatását, miközben kaszált a mocsaras területen. Kezdetben a forrás vizét nagy üstökben felmelegítették, és fakádakban fürödtek a gyógyulni vágyók. Később egy 2x2 méteres famedencét létesítettek a területen. A medence egyik sarkába vashordót helyeztek, abban tüzelve melegítették fel a vizet. Az 1900-as évek elején készítették el a ma is használatban levő 4x4 méteres medencét. A fürdő 1830-tól a Balázs család tulajdonában van. A szocializmus alatt a szentkeresztbányai vasüzem működtette a fürdőt, mely napjainkban ismét a család tulajdonát képezi. 
A fürdővel szemben, 200 méter távolságban tör fel a Nádasszéki borvíz, amely napjainkban is az egyik legkedveltebb ivóvíz forrása a környéken élőknek.

## Jellegzetessége
A nádasszéki fürdő vize enyhén szénsavas, nátrium-klorid típusú ásványvíz.

## Gyógyhatása
A nádasszéki fürdő vizét ízületi megbetegedések, idegesség, nyugtalanság, álmatlanság, érszűkület és magas vérnyomásban szenvedő betegek használják.